# Le Cannet
Le Cannet egy település Franciaország délkeleti részén, a Provence-Alpes-Côte d’Azur régióban, Alpes-Maritimes megyében.

## Fekvése
Cannes-től északra, mintegy 2 km-re a Földközi-tengertől északra, a francia Riviérán fekvő település. A két város Le Cannet és Cannes egy városi területet alkot. Gyönyörű kilátással a Lérins és az Esterel Massif szigetekre.

## Földrajza
Éghajlata mediterrán. A dombokon fenyő, olajbogyó, mimóza, narancs és eukaliptusz nő. A város mikroklímájára jellemző az alacsony páratartalom, és télen is ritka a fagy. 1982. június 12-én itt 42,7 °C meleg rekordot rögzítettek, így az 5. legmelegebb város lett Franciaországban.
Mint Róma, Le Cannet is hét dombra épült: The Pezou, La Colle, The Grove, Serra Capeou, Clauvins A Font-Marie és a Bréguières.

## Története

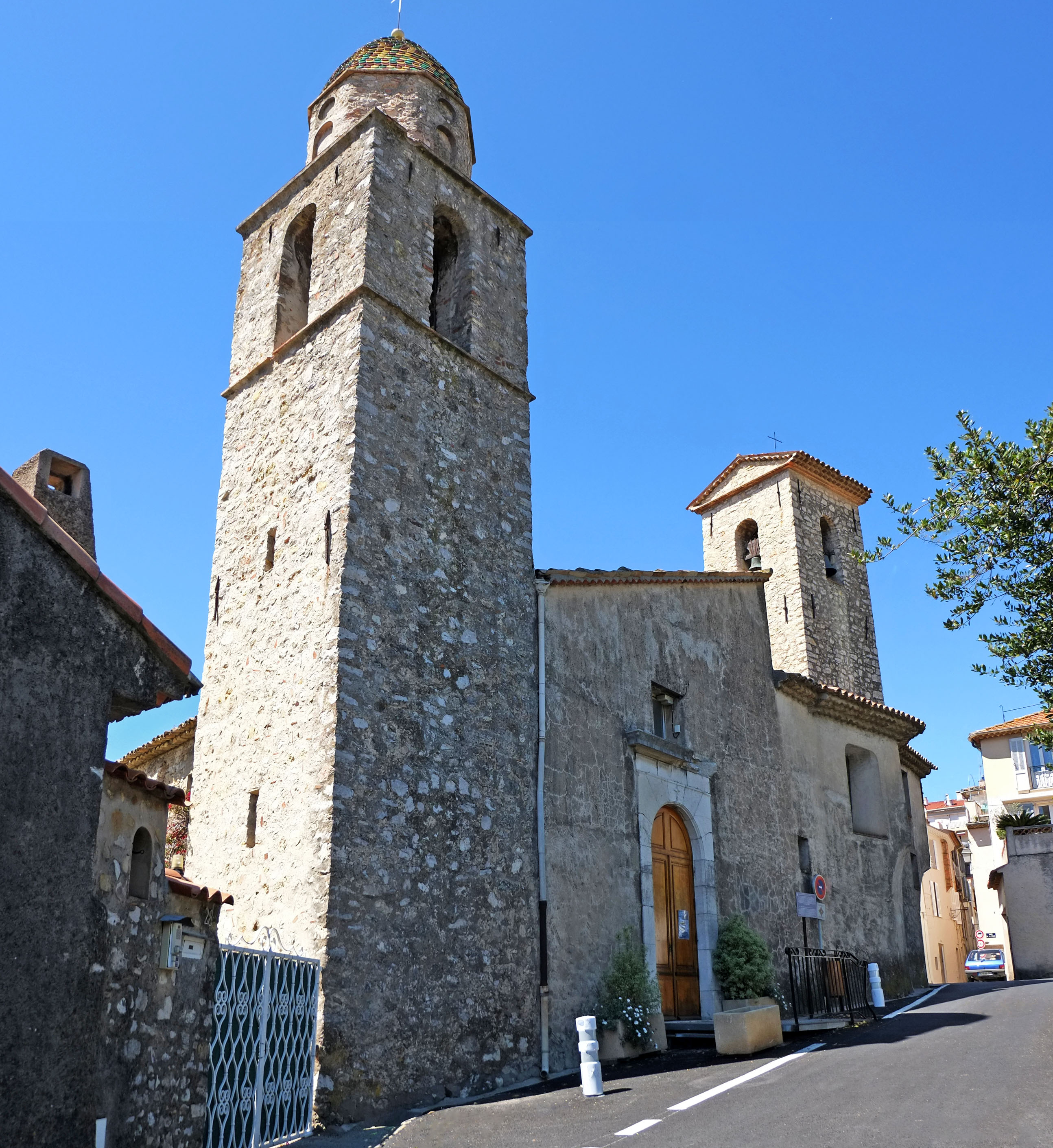
Le Cannet, Saint-Bernardin és Sainte-Catherine templom

Le Cannet és környéke már a római időkben is lakott volt. Helyén egykor Olivetum római város állt. Fontos római út, a "Via Julia" (tisztelgés a lánya a császár Augustus) vezetett át itt, mely Arlesból Rómába vezetett, a dombok között nyomai ma is láthatók.
Időszámítás után 400-410 körül, Saint-Honorat szerzetes telepedett le itt, és alapított kolostort. 
A 15. században a Lérins-i szerzetesek az Oneille völgybe családokat telepítettek le a földeket megművelni (1441-ben; egyben ez az évszám a városról fennmaradt lergrégibb írásos adat is). 140 család telepedett Le Cannetben 1441 és 1500 között, kik közül néhányan a nevüket is adták a városrészeknek (Danys, Ardisson, Calvy, Escarasse, Gourrin). A 15. században a szerzetesek és a lakosok építették fel a Danys tornyot, védelmi feladatok céljából. Ez a torony része Le Cannet történelmi örökségének. Le Cannet Cannes része volt 1778-ig, amikor két külön településsé vált.
A 19. században indult meg a város fejlődése, de a mai formáját csak a 20. század második felében nyerte el. Különösen a környék Rocheville fejlesztése révén.

## Nevezetességek
- Bonnard múzeum:Le Cannet volt a lakóhelye Pierre Bonnard-nak az elmúlt 22 évet itt töltötte az életéből. Ezzel a múzeummal, akart tisztelegni a festőnek a város.

## Itt születtek, itt éltek
- Pierre Bonnard - festő
- Victorien Sardou - drámaíró;
- Patrick Tambay - egykori autóversenyző ;
- Jean-Gabriel Domergue (1889-1962), (Villa Fiesole)
- Yvette Labrousse (1906-2000)
- Miss France (1930)
- Begum Aga Khan